# Marsdenia trivirgulata
Marsdenia trivirgulata là một loài thực vật có hoa trong họ La bố ma. Loài này được Bartlett mô tả khoa học đầu tiên năm 1909.